# Arts (revue)
Pour les articles homonymes, voir Arts (homonymie).
Ne doit pas être confondu avec Les Arts (revue).
Arts est une revue hebdomadaire française fondée en 1952 par le galeriste Georges Wildenstein.

## Historique
Georges Wildenstein dirigea tout d'abord la revue Beaux-Arts de 1924 à 1940 ; celle-ci fut à l'origine de l'hebdomadaire Arts : beaux-arts, littérature, spectacles qui paraîtra entre 1945 et 1952.
Intitulée Arts, spectacles en 1952, la revue devient Arts (sous-titrée lettres, spectacles, musique) en 1960.
Elle réduit son grand format de moitié en septembre 1964, lance une nouvelle formule en 1965, devient Arts & Loisirs en janvier 1966, et cesse de paraître en juillet 1967, après avoir perdu son côté polémique qui avait fait son succès.
Louis Pauwels, André Parinaud (qui en restera directeur jusqu'à la fin) puis Jacques Laurent en furent successivement les rédacteurs en chef.
La revue a été un des relais des Hussards et a offert une tribune à la nouvelle critique cinématographique des années 1950, notamment à François Truffaut, qui y a ensuite invité Jean-Luc Godard et ses partenaires des Cahiers du cinéma.
Boris Vian, Jean Giono, Lucien Malson, Roger Nimier, Antoine Blondin, Jean-Louis Bory, Matthieu Galey, Jean-René Huguenin, Pierre Descargues, Catherine Valogne, François Truffaut, Jean-Luc Godard, Jean Douchet, Jacques Bourgeois entre autres, ont collaboré à la revue.